# Xã Jordan, Quận Tripp, South Dakota
Xã Jordan (tiếng Anh: Jordan Township) là một xã thuộc quận Tripp, tiểu bang Nam Dakota, Hoa Kỳ. Năm 2010, dân số của xã này là 48 người.